# Henry Dafel
Henry Dafel (eigentlich Henning Johannes Dafel; * 8. Januar 1889 in Pretoria; † 21. August 1947 in Darling Point, New South Wales, Australien) war ein südafrikanischer Sprinter und Mittelstreckenläufer.
Bei den Olympischen Spielen 1920 in Antwerpen gewann er mit der südafrikanischen Mannschaft in der 4-mal-400-Meter-Staffel Silber. Über 400 m kam er auf den sechsten Platz, über 800 m erreichte er das Halbfinale.